# Луис Ортиз
Луис Ортиз (на испански: Luis Ortiz), роден на 29 март 1979 година, е кубински аматьорски и професионален боксьор.
Той е бивш шампион на WBA в междинна тежка категория, след като е държал титлата от 2015 до 2016 г. Печели титлата през 2014 г., но по-късно е лишен от нея поради липса на тест за наркотици. Като аматьор Ортиз печели сребърен медал в световната купа за 2005 година. Известен с огромните си размери, сила на удара и контраатакуващи умения.

## Аматьорска кариера
С 343 победи и 19 загуби в аматьорски мачове, Ортиз е дългогодишен член на националния отбор на Куба, но няма големи успехи на международно ниво. През 2006 година печели кубинския национален шампионат „Плея Гирон“ при 91 килограмовите. Има аматьорски победи над много забележителни кубински бойци включително Майк Перез. Губил и пет пъти от Одланиер Солис.
Медали от кубински първенства:
- 2002 – Сребърен Медал 95 кг
- 2003 – Бронзов Медал 91+ кг
- 2005 – Сребърен Медал 91 кг
- 2006 – Златен Медал 91 кг
- 2008 – Бяла Панделка 91+ кг

Международни резултати:
- 2005 – Панамериканско първенство, Бразилия – Златен Медал 91 кг
- 2005 – Световна купа (Отбор Конкуренция), Русия – Сребърен Медал 91 кг
- 2005 – Световно първенство, Китай – четвърт финалист

## Титли и успехи
- WBA Междинен шампион в тежка категория (2 пъти)
- WBA Интерконтинентален шампион в тежка категория (1 път)
- WBA Феделатин шампион в тежка категория (1 път)
- WBC ФекарБокс шампион в тежка категория (1 път)
- WBC Латино шампион в тежка категория (1 път)
- WBO Латино шампион в тежка категория (1 път)
- Сребърен медалист в тежка категория (Боксоват световна купа Москва 2005)

## Външни Препратки
- Луис Ортиз в Боксрек
- Луис Ортиз Във Фейсбук
- Луис Ортиз в Туитър
- Луис Ортиз в Инстаграм